# Campomanesia mediterranea
Campomanesia mediterranea är en myrtenväxtart som först beskrevs av Vell., och fick sitt nu gällande namn av Otto Karl Berg. Campomanesia mediterranea ingår i släktet Campomanesia och familjen myrtenväxter. Inga underarter finns listade i Catalogue of Life.